# Museo de La Alcudia
Museo de la Alcudia   (o Museo Monográfico de La Alcudia) es un museo situado en la Villa Illici, una villa de labor. El titular fue Alejandro Ramos, es decir su titularidad era privada, y a partir de 1996 lo gestiona la Fundación La Alcudia con la Universidad de Alicante.  Consiste en un vestíbulo, seis salas, un patio y una serie de vitrinas. Contiene una biblioteca.

## Historia
Se creó como reacción a la falta de espacio en el Museo del Parque. Así en 1948 se trasladaron al garaje del director de las excavaciones.
Se encargó en 1969 al arquitecto Sr. Serrano el proyecto de construcción la cual fue inaugurada en 1971. Destaca que el edificio se sitúa encima del yacimiento arqueológico de La Alcudia.
Fue reinaugurado otra vez 1990.
En 1996 se creó la Fundación La Alcudia y esta gestionó el museo junto a la Universidad de Alicante.
En 2010 volvió a ser reformada la distribución de las salas.
En 2015 volvió a ser inaugurado.

## Contenido
Contiene el material extraído de las excavaciones en el yacimiento arqueológico de La Alcudia  datado desde el neolítico hasta el siglo VIII d C: objetos del Neolítico, época calcolítica, la Edad del Bronce en la Sala de Ingreso; del siglo V hasta el siglo IV a. C. hay cerámicas decoradas con pintura esquemática y geométrica en la Sala I; esculturas y elementos arquitectónicos del año 228 a. C. aproximadamente  de donde destacan la Dama de Elche (trasladada a Madrid), el Torso del Guerrero y cerámicas pintadas con temas geométricos y vegetales y cerámicas áticas de figuras rojas; de finales del siglo III al I a. C. en la Sala II donde hay cerámicas pintadas con representaciones diversas; del siglo I a. C. hasta el siglo I d. C. Hay restos del Templo de Juno y un mosaico helenístico en idioma íbero escrito con caracteres latinos en la Sala III; y de entre el 256 y el principio del siglo V  d. C. Hay objetos tardorromanos y visigóticos, destacando el mosaico policromado de la Basílica de Illici, en la Sala IV.